# Adeliella laticornis
Adeliella laticornis är en kräftdjursart som beskrevs av Nicholls 1938. Adeliella laticornis ingår i släktet Adeliella och familjen Lysianassidae. Inga underarter finns listade i Catalogue of Life.